# When We Was Fab
When We Was Fab (englisch für „Als wir fab (fabelhaft) waren“) ist ein Lied von George Harrison und Jeff Lynne, das diese 1987 für Harrisons Soloalbum Cloud Nine aufnahmen und das im Januar 1988 als Single A-Seite ausgekoppelt wurde.

## Hintergrund

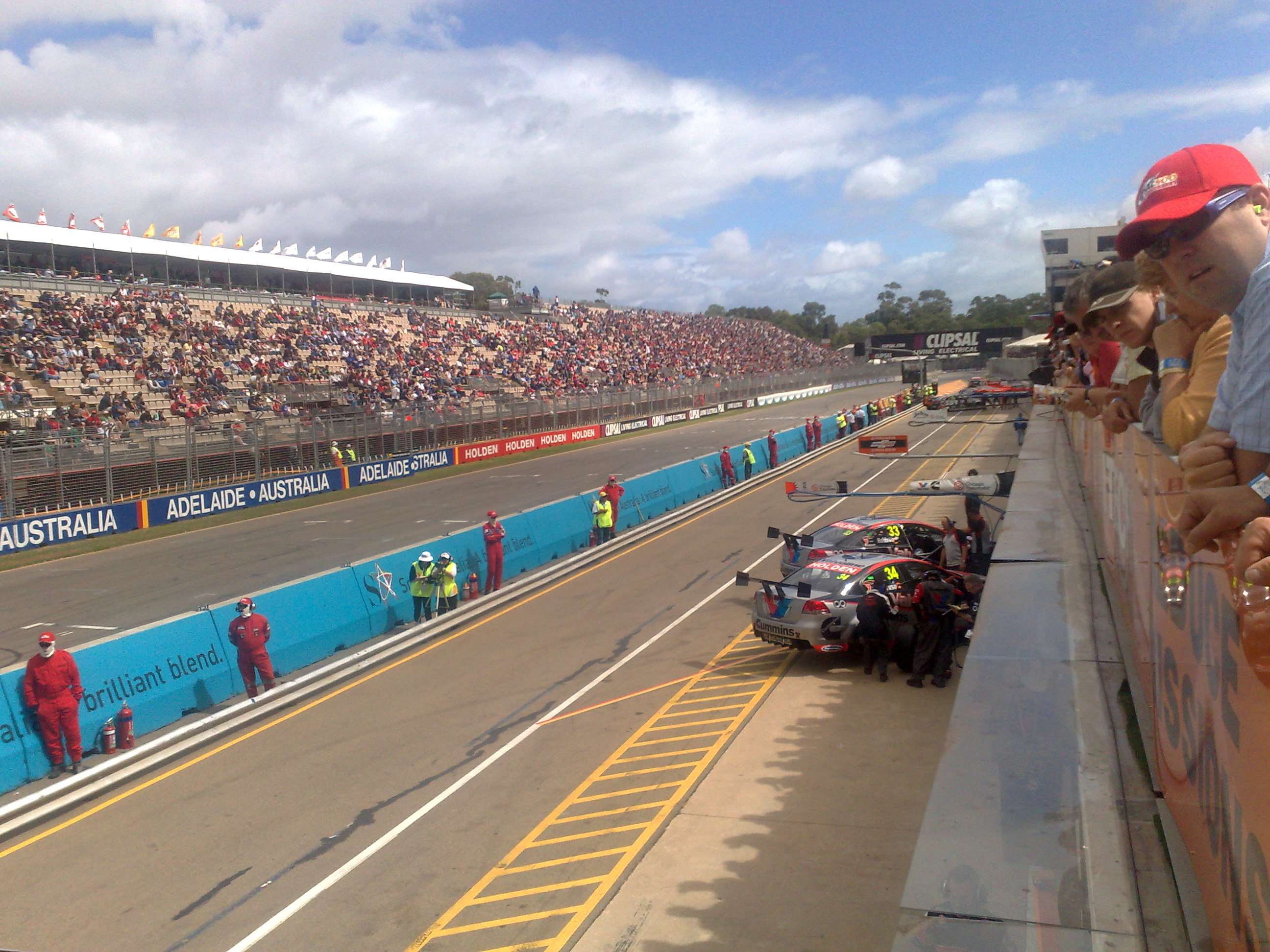
Grand Prix in Adelaide

When We Was Fab wurde in Australien, Queensland während des Grand Prix in Adelaide im November 1986 von George Harrison und Jeff Lynne geschrieben. Der Arbeitstitel war deshalb Aussie Fab.
Jeff Lynne sagte im Mai 2020 gegenüber dem Uncut Magazin: „Wir sind beim Grand Prix gelandet, mitten auf der Strecke mit dem Helikopter, sind um alle Boxen herumgefahren und haben mit allen Fahrern einen Kaffee getrunken. Es war ein Erlebnis. Wir gingen nachts zurück zum Haus dieses Mannes, er hatte ein Haus mit einem Flügel darin, und dort haben wir 'When We Was Fab' geschrieben. Es hat so viel Spaß gemacht. Wir haben es auf einem Klavier geschrieben, George am unteren Ende, ich am oberen Ende. Es ist wirklich gut geworden. Ich war so begeistert von all den kleinen Wortspielen und Anspielungen.“
Textlich blickt When We Was Fab auf die Zeit der Beatles und die 1960er Jahre zurück. Es enthält verschiedene musikalische und textliche Bezüge zu den 1960er Jahren, darunter Zitate aus Songs von Bob Dylan („...But it's all over now, Baby Blue..“), Smokey Robinson („And you′ve really got a hold on me“) und auch eine Komposition von Bert Kaempfert („Arrived like strangers in the night“).
George Harrison sagte im August 1987 über die Idee zum Lied: „Ich dachte – ich weiß nicht warum – ich dachte einfach, dass ich gerne einen Song wie in dieser Zeit (1960er Jahre) schreiben würde, und der erste Gedanke, den ich hatte, war... Ich konnte hören, wie Ringo in meinem Kopf sagte: 'Eins, zwei, dicka-dun, dicka-dundicka-dun...' Ich glaube, ich dachte an 'Glass Onion'.“ So wirkte Ringo Starr auch als Hintergrundsänger und Schlagzeuger mit.
Musikalisch erinnert When We Was Fab an psychedelische Lieder der Beatles.
Das Cover dieser Single wurde von Harrisons Freund Klaus Voormann gestaltet. Es zeigt das Porträt von Harrison vom Revolver-Cover der Beatles, zusammen mit einem zeitgenössischen Bild von Harrison.
Im Jahr 2010 wählten die AOL-Radiohörer When We Was Fab zu einem der 10 besten George-Harrison-Songs und platzierten ihn auf Platz 9 der Liste.

## Aufnahme
Die Aufnahmen für When We Was Fab fanden zwischen Januar und August 1987 in George Harrisons eigenem Friar Park Studio, Henley on Thames (F.P.S.H.O.T.), Oxfordshire statt. Ausführende Produzenten des Liedes waren Jeff Lynne und George Harrison. Toningenieure waren Richard Dodd und John Etchells.
Besetzung:
- George Harrison: Gesang, E-Gitarre, Akustikgitarre, Keyboard, Sitar
- Jeff Lynne: Gesang, E-Bass, Keyboard
- Gary Wright: Klavier
- Ringo Starr: Schlagzeug, Hintergrundgesang
- Ray Cooper: Perkussion
- Bobby Kok: Cello

## Musikvideo
Zeitgleich zum Erscheinen von When We Was Fab wurde ein Musikvideo, das unter der Regie von Godley & Creme zwischen Dezember 1987 und Anfang Februar 1988 entstand, veröffentlicht. Im Video steht Harrison Gitarre spielend vor einer Mauer am Straßenrand. Verschiedene Musikerkollegen kommen und gehen, unter anderem Ringo Starr, der mit sich selbst ein nicht enden wollendes Keyboard durchs Bild trägt, auf dem Harrison dank dritter Hand spielt. Weitere Beteiligte sind Elton John, Neil Aspinall und Ray Cooper. Insgesamt zeichnet sich das Video durch zahlreiche psychedelische Spezialeffekte aus.
Es gab das Gerücht, dass Paul McCartney in dem Video zu sehen ist, wie er Bassgitarre spielt, während er ein Walrosskostüm trägt. In einem Interview aus dem Jahr 1988 sagte Harrison, McCartney „war an diesem Tag kamerascheu und behielt seine Walrossmaske auf“. McCartney bestritt jedoch später, an den Dreharbeiten beteiligt gewesen zu sein, er sagte im Februar 1995 gegenüber dem Record Collector: „George wollte, dass ich mitspiele, aber ich war nicht verfügbar. Also schlug ich vor, dass er jemand anderen in das Walross steckt und allen erzählt, dass ich es war.“
Das Video enthält zahlreiche visuelle Anspielungen auf Harrisons Zeit bei den Beatles, darunter einen grünen Apfel (das Logo von Apple Records, dem Label der Beatles), Harrison, der sein Outfit vom Cover von Sgt. Pepper’s Lonely Hearts Club Band trägt und das erwähnte Walrosskostüm vom Film Magical Mystery Tour.
When We Was Fab erhielt 1988 sechs Nominierungen bei den MTV Video Music Awards, konnte aber in keiner Kategorie gewinnen.

## Veröffentlichung
- Am 3. November 1987 wurde in den USA und am 2. November 1987 in Großbritannien das Album Cloud Nine veröffentlicht, auf dem sich When We Was Fab befindet.
- Die Singleveröffentlichung When We Was Fab folgte am 25. Januar 1988 als zweite Singleauskopplung von Cloud Nine in Großbritannien,[4] in den USA erschien sie am 26. Januar 1988. Die B-Seite Zig Zag wurde für den Soundtrack von Shanghai Surprise aufgenommen. In Europa erschien auch folgende 12″-Vinyl-Maxisingle[5] und 3″-CD-Single:[6] When We Was Fab (Unextended Version) / Zig Zag / That’s the Way It Goes (Remix) / When We Was Fab (Reverse End). Die Unextended Version ist die normale Album-Version, während die Reverse End Version um eine Minute und 20 Sekunden verlängert wurde, indem Teile des Liedes rückwärts zu hören sind. That’s the Way It Goes (Remix) ist eine neuabgemischte Version von Jeff Lynne des Liedes, das ursprünglich auf dem Album Gone Troppo veröffentlicht wurde. In Großbritannien wurde die Maxisingle auch als Picture Disc[7] veröffentlicht und die 7″-Vinyl-Single in einer limitierten Pappbox mit einem Poster und einem Ausschneidebogen, ähnlich dem des Albums Sgt. Pepper’s Lonely Hearts Club Band nachempfunden.[8] Die Promotionsingle wurde in den USA wie folgt veröffentlicht: auf der A- und B-Seite befindet sich die Stereoversion der A-Seite der Kaufsingle,[9] weiterhin wurde eine 12″-Vinyl-Promotionsingle[10] veröffentlicht.
- Im Juni 1989 erschien in den USA die Single Got My Mind Set on You / When We Was Fab.[11]
- When We Was Fab befindet sich auf den beiden Kompilationsalben von George Harrison Best of Dark Horse 1976–1989 (1989) und Let It Roll: Songs by George Harrison (2009).

## Chartplatzierungen
| ChartsChartplatzierungen       | Höchstplatzierung | Wochen |
| ------------------------------ | ----------------- | ------ |
| Deutschland (GfK)              | 40 (6 Wo.)        | 6      |
| Vereinigte Staaten (Billboard) | 23 (11 Wo.)       | 11     |
| Vereinigtes Königreich (OCC)   | 25 (7 Wo.)        | 7      |

## Coverversionen
Es gibt mindestens fünf Coverversionen von When We Was Fab.